# Mosteiro Simonov

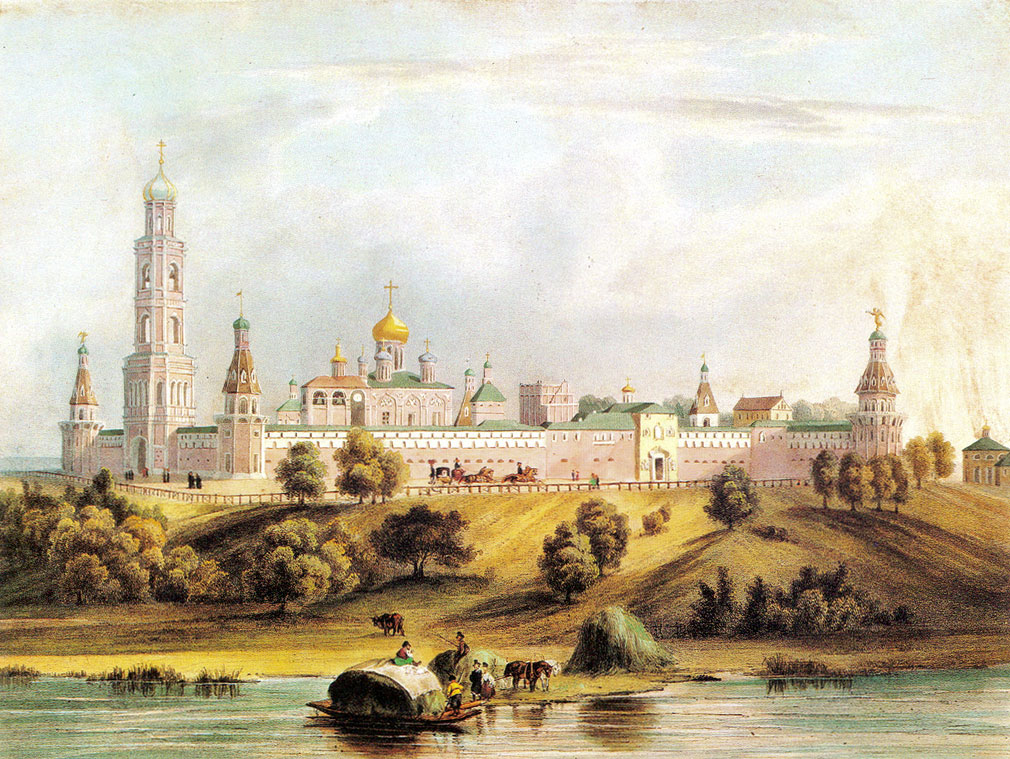
Watercolour do século XIX com vista do mosteiro.

O Mosteiro Simonov (russo: Симонов монастырь) em Moscou foi fundada em 1370 pelo monge Feodor, um sobrinho e discípulo de São Sérgio de Radonezh.
A terra do mosteiro  pertencia a Simeon Khovrin, um boiardo de origem grega e progenitor do grande clã de Golovins. Ele tomou os votos monásticos no claustro sob o nome Simon (daí o nome), muitos de seus descendentes também estão enterrados lá. Em 1379, o mosteiro foi transferido meia milha para o leste. No seu local original, onde corpos dos guerreiros mortos na batalha de Kulikovo estão enterrados, ainda é utilizado pela igreja Simonov.
O mosteiro foi extinto pelos bolcheviques em 1923, e logo depois a maioria de seus edifícios foram demolidos para dar lugar a uma fábrica de automóveis. As sobreviventes estruturas remontam ao século XVII e incluem três torres e edifícios auxiliares em estilo Barroco Naryshkin. Recentemente, o governo de Moscou anunciou planos para a reconstrução em grande escala do famoso claustro.
De acordo com várias fontes, parte dos antigos edifícios do mosteiro foram transferidos, em 1990, do Ministério da Cultura da URSS para a Igreja Ortodoxa Russa quando começaram os trabalhos de restauração e reconstrução de suas instalações. O primeiro serviço religioso após a restauração foi realizado em 1992.
O mosteiro também é citado na célebre história russa “pobre lisa” de Nikolai Karamzin (1766-1826). Neste conto, base para a corrente literária de sentimentalismo russo, a personagem “Lisa” acaba se suicidando em uma lagoa próxima ao mosteiro, lagoa “Sergius Pond”, posterior ao conto rebatizado como “lagoa de Lizin”. A presente lagoa foi aterrada em 1932 para fazer espaço a uma usina de equipamentos elétricos.
|                          |  |                                                  |  |                                               |
| Refeitório Osip Startsev |  | Uma das primeiras fotografia do mosteiro (1882). |  | A diferente aparência das torres do mosteiro. |